# Lepista irina
Espèce
Lepista irina, la Lépiste à odeur d'iris, est une espèce de champignons comestibles de la famille des Tricholomataceae.

## Systématique
Le nom scientifique complet (avec auteur) de ce taxon est Lepista irina (Fr.) H.E.Bigelow.
L'espèce a été initialement classée dans le genre Agaricus sous le basionyme Agaricus irinus Fr..
Ce taxon porte en français les noms vernaculaires ou normalisés suivants : Tricholome à odeur d'iris,, lépiste à odeur d'iris.
Lepista irina a pour synonymes :
- Agaricus irinus Fr.
- Clitocybe irina (Fr.) H.E.Bigelow & A.H.Sm.
- Clitocybe irina var. luteospora H.E.Bigelow & A.H.Sm.
- Gyrophila irina (Fr.) Quél.
- Lepista irina var. montana Bon
- Rhodopaxillus irinus (Fr.) Métrod
- Tricholoma irinum (Fr.) P.Kumm.

## Liste des taxons de rang inférieur
Liste des variétés selon GBIF (7 mai 2025) :
- Lepista irina var. irina
- Lepista irina var. obscura Bouchet

## Galerie

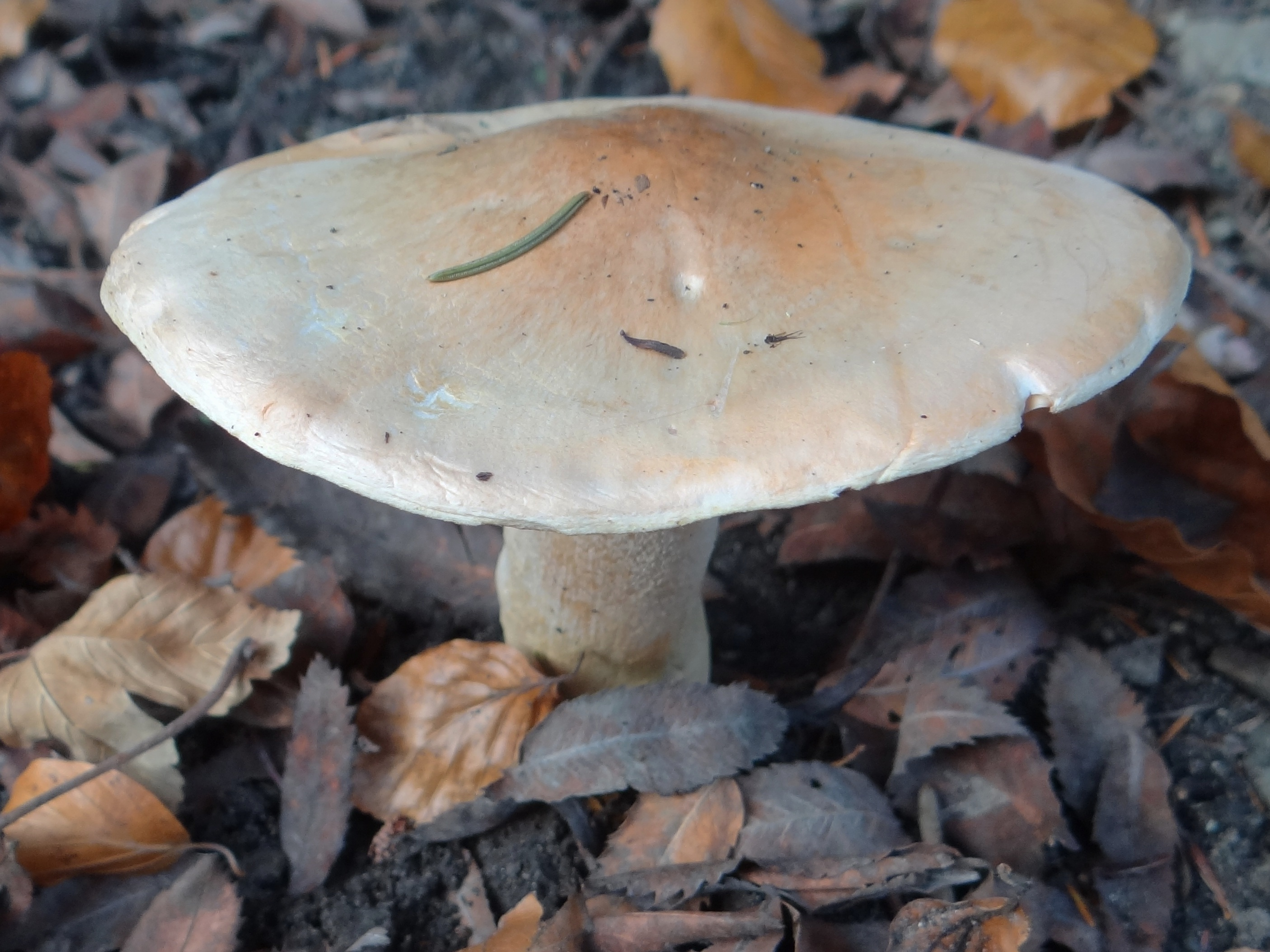
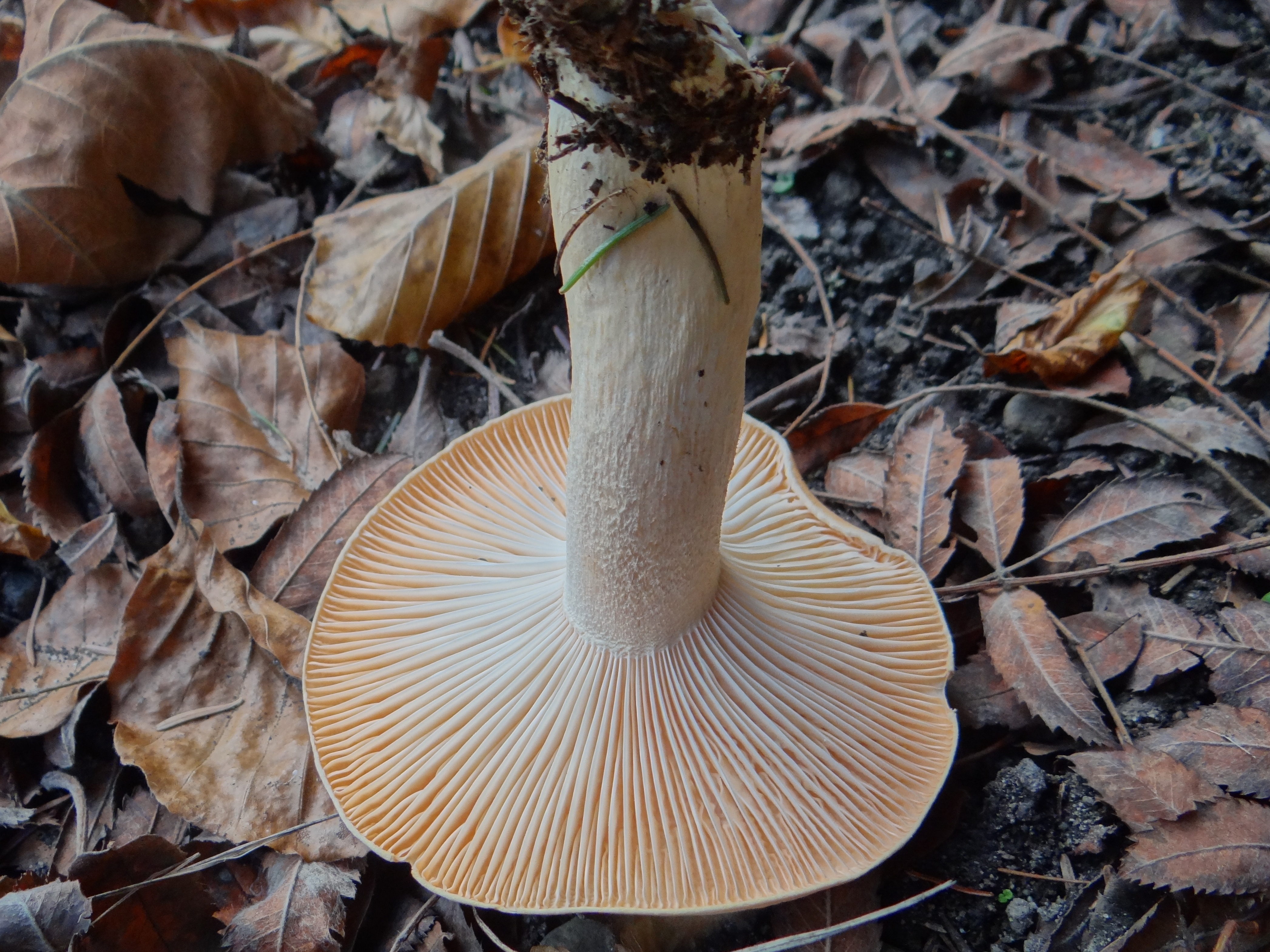
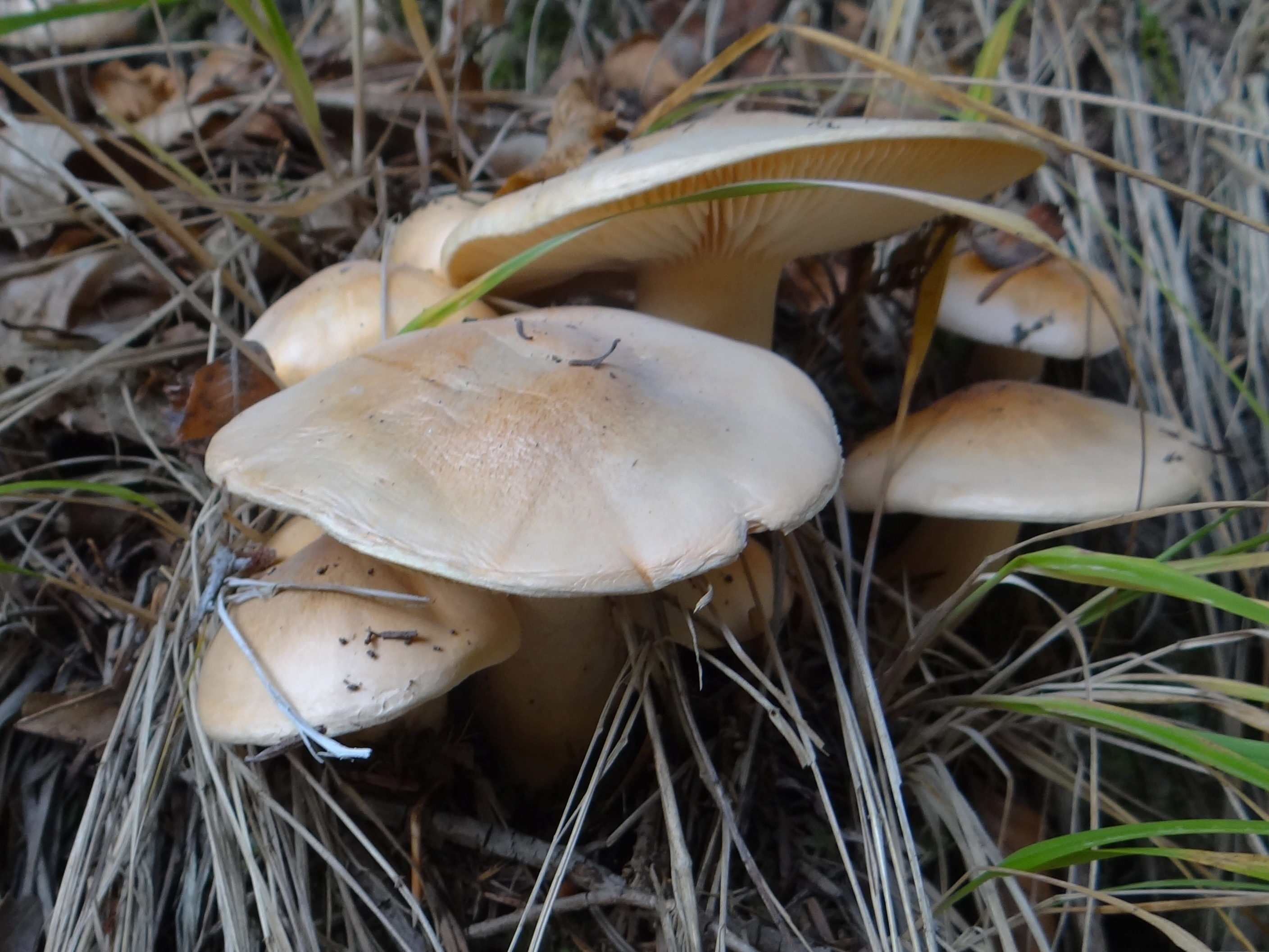
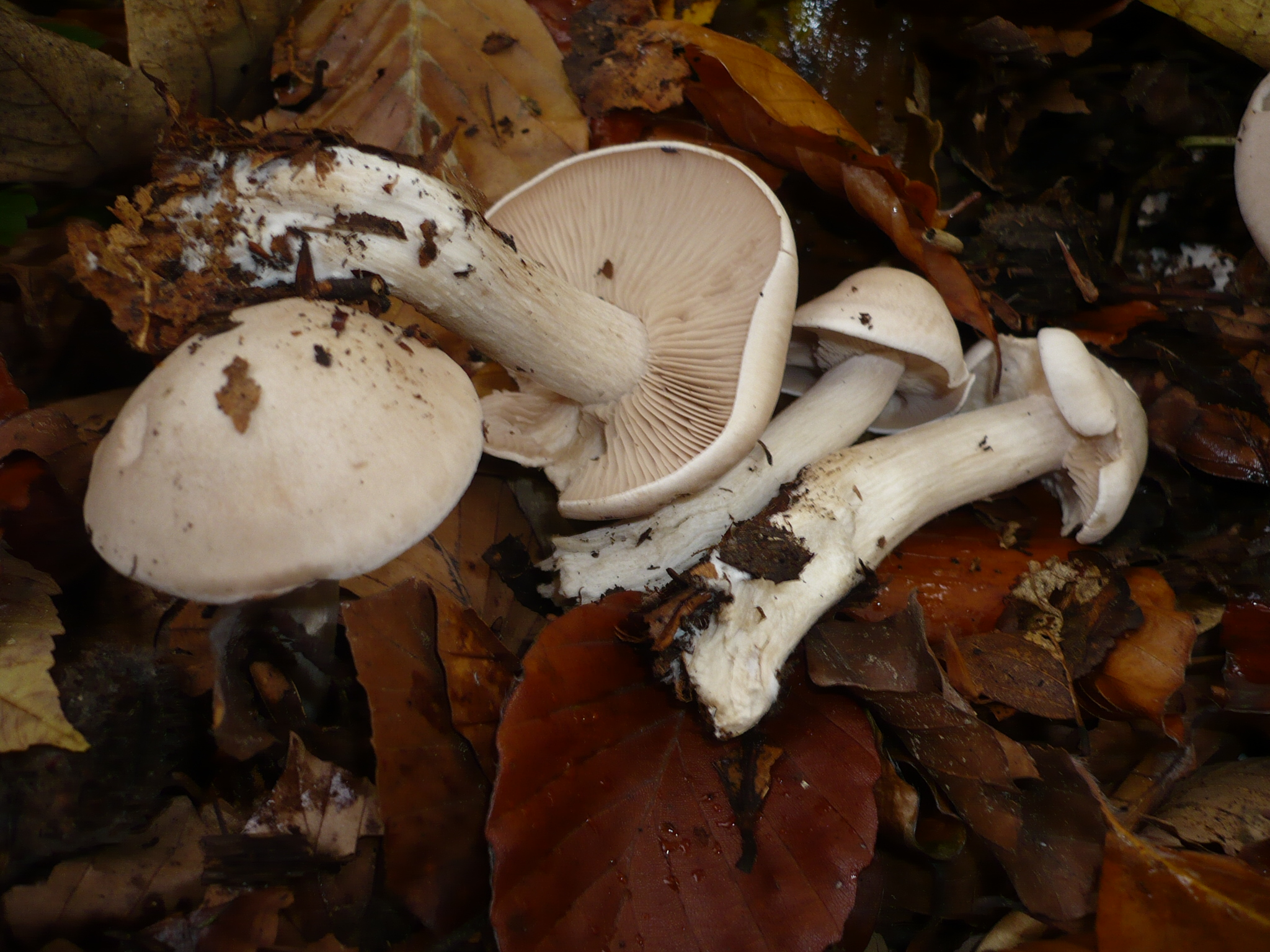
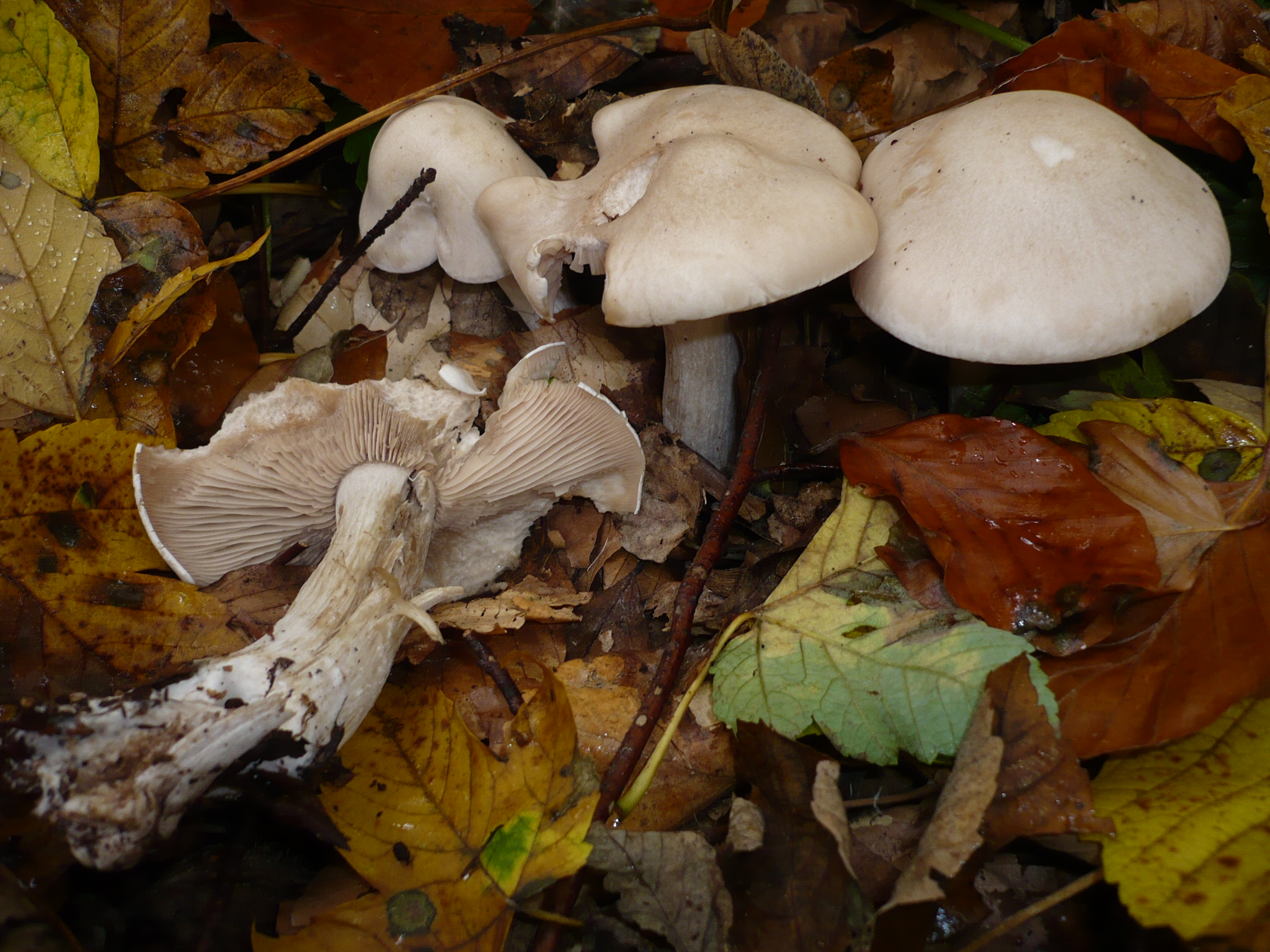